# Rallicula leucospila
O frango-da-selva-salpicado, nome cientifico: Rallicula leucospila é uma espécie de ave da família Sarothruridae. Antes foi designada Rallina leucospila da família das Rallidae. 
É endémica da Nova Guiné Ocidental na Indonésia.
Os seus habitats naturais são: regiões subtropicais ou tropicais húmidas de alta altitude.
Está ameaçada por perda de habitat.